# Get Some (EP)
Get Some é o segundo extended play da cantora Lykke Li. Foi lançado para download digital no dia 10 de dezembro de 2010 como promoção do lançamento de seu segundo álbum de estúdio, "Wounded Rhymes". O EP conta com remistura de remixes da canção, que foi o primeiro single oficial de seu segundo álbum de estúdio. 

## Faixas
1. "Get Some" (03:22)
2. "Get Some" (Mike Remix) (03:50)
3. "Get Some" (Beck Remix) (04:46)
4. "Paris Blue" (03:45)